# ドリーム (2016年の映画)
『ドリーム』（原題: Hidden Figures）は、2016年に公開されたアメリカ合衆国の伝記映画。ただし、史実との相違点も多い。
本作はマーゴット・リー・シェッタリーのノンフィクション小説『ドリーム NASAを支えた名もなき計算手たち』を原作としている。監督・脚本はセオドア・メルフィが、主演はタラジ・P・ヘンソンが務めた。

## あらすじ
1961年のアメリカ合衆国南東部バージニア州ハンプトン。アメリカ合衆国南部において、依然として白人と有色人種の分離政策が行われていた時代。優秀な黒人女性のキャサリンは、同僚のドロシーとメアリーと共にNASAのラングレー研究所の西棟（有色人種専用棟）で計算手として働いていた。
ソ連の人工衛星スプートニクの打ち上げ成功を受けて、アメリカ合衆国国内では有人宇宙船計画へのプレッシャーが強まっていた。そんな中、キャサリンは上司のミッチェルからスペース・タスク・グループ（STG：宇宙研究本部）での作業を命じられた。図らずも、キャサリンはグループ初の黒人でしかも女性スタッフとなったのだが、人種差別的な環境に苦しめられることとなった。
キャサリンに対する同僚の反応は酷いもので、エンジニアを総括するポールに至っては露骨に嫌な顔をし、機密であるとしてキャサリンに黒塗りの資料しか渡さなかった。計算部の代理スーパーバイザーであるドロシーは、事実上の管理職として自身の昇進を願い出ていたが、白人女性のミッチェルに前例がないという理由で断られていた。
また、メアリーは実験用の宇宙カプセルの耐熱壁に欠陥があることに気がついており、エンジニアへ転身を希望したが「女で黒人でエンジニアになることはできない」として諦めかけていた。エンジニアへの転身には、学位が必要だったが、そのためには白人専用の高校に通わねばならなかった。
ついに宇宙飛行士候補生「マーキュリー・セブン」がラングレーに異動してくる。黒人たちは彼らに接触できないよう、歓迎の場も分けられていたが、ジョン・グレンは彼女たちに親しく接し、感謝を述べた。
キャサリンは黒塗りの資料にもかかわらず、正確な解答を導き出し、やがて上司であるハリソンも彼女の能力を認める。メアリーはついに裁判所に訴えを起こし、通学の権利を勝ち取る。そしてドロシーは、最新型コンピューターIBM 7090の導入を目にし、計算手が解雇されることを見越して、自らプログラミング言語「FORTRAN」を学び、黒人女性計算手達に教える。
ソ連との宇宙開発競争の中、ついに1961年4月12日、ソ連のユーリイ・ガガーリン少佐はボストーク1号で有人宇宙飛行に成功する。マーキュリー計画の続行も危ぶまれるが、5月15日、ジョン・F・ケネディ大統領は月面着陸を目指すと表明する。計画の続行に関係者は安堵するが、スペース・タスク・グループの仕事も多忙を極めていく。
そんなある日、キャサリンがたびたび長時間、席を外していることをハリソンは叱責する。キャサリンは、自分が800m離れた有色人種用トイレに共用自転車を使えず走って往復しなければならないこと、職場の服装規則である真珠のネックレスを買えるほどの給与を得ている黒人女性がいないこと、コーヒーディスペンサーさえも人種分けされ、のけ者にされていることを逆に大声で訴える。せめて日に数度、席を外すことは許して欲しいと。ハリソンは程なく、「有色人種用」のコーヒーディスペンサーやトイレ看板を取り外し、NASAから人種差別を撤廃させようとする。
キャサリンは、やがて重要な会議にも出席し、席上で見事な計算をして落下位置を予測してみせ、その能力でグレン達宇宙飛行士の信頼を勝ち取る。前夫と死別し3人の娘たちを育てていたキャサリンだったが、州兵のジムと再婚し、ハリソンから真珠のネックレスを贈られる。一方、ドロシーは予想通り、コンピューター技術者として引き抜かれるが、他の女性計算手も一緒でなければ応じないと強硬姿勢を見せる。結果、彼女達でしかIBM 7090を使いこなせず、その要求は認められただけでなく、白人女性たちも彼女に教えを請いに来た。メアリーの通学に反対していた夫も、やがて彼女の努力を認め応援するようになる。
1962年2月20日、ついにアメリカ合衆国はマーキュリー・アトラス6号打ち上げの日を迎える。グレンはコンピューターの計算に不安を感じ、キャサリンの検算を要求する。検算の結果、無事に打ち上げられ、落下位置も計算通りだった。
エピローグでは、ドロシー、メアリー、そしてキャサリンの3人の写真とその後の活躍が紹介される。

## キャスト
※括弧内は日本語吹替
計算部
- キャサリン・ゴーブル・ジョンソン - タラジ・P・ヘンソン（浅野まゆみ） 数学者
- ドロシー・ヴォーン - オクタヴィア・スペンサー（斎藤こず恵） 数学者、スーパーバイザー（西棟代理主任）
- メアリー・ジャクソン - ジャネール・モネイ（武田華） 数学者、エンジニア
- ヴィヴィアン・ミッチェル - キルスティン・ダンスト（園崎未恵） スーパーヴァイザー（東棟主任）

宇宙研究部（STG）
- アル・ハリソン - ケヴィン・コスナー（仲野裕）STGの責任者
- ポール・スタッフォード - ジム・パーソンズ（村治学）ヘッド・エンジニア
- カール・ジーリンスキー - オレク・クルパ　エンジニア。ユダヤ人
- ルース - キンバリー・クイン（英語版）（きそひろこ）赤毛の女性スタッフ

黒人女性たちの縁者
キャサリン家
- コンスタンス - サニーヤ・シドニー（英語版）(桜沢ノエル)キャサリンの前夫との長女
- キャシー - ザニ・ジョーンズ・ムバイス(籠尾りか)キャサリンの前夫との次女
- ？？ - キャサリンの前夫との三女
- ジョイレット・コールマン（現行） - ドナ・ビスコー　キャサリンの母親（出戻り娘キャサリンを住まわせている）
- ジョイレット・コールマン（若い頃） - カラン・ケンドリック
- ジム・ジョンソン - マハーシャラ・アリ（江川央生）軍人（州兵）でキャサリンの後の再婚相手

メアリー家
- リーバイ（レヴィ）・ジャクソン - オルディス・ホッジ（杉村憲司） メアリーの夫で人権活動家

その他
- ジョン・グレン - グレン・パウエル　海兵隊員、宇宙飛行士候補生
- 白人司書 - ローダ・グリフィス
- ミズ・サマー - マリア・ハウエル（英語版）　黒人女性
- ユーニス・スミス - ペイジ・ニコレット　黒人女性
- 記者会見のレポーター - ゲイリー・ウィークス（英語版）

## 製作
2015年7月9日、ドナ・ジグリオッティはマーゴット・リー・シェッタリーのノンフィクション小説を映画化する権利を購入したと報じられた。脚本を執筆したアリソン・シュローダーはケープ・カナベラルの出身で、祖父母はNASAで働いていた人物で、自身もNASAでのインターン経験のある人物であった。企画を煮詰める過程で、セオドア・メルフィはシュローダーの脚本に修正を加え、3人の黒人女性が如何にしてキャリアと私生活の両立を図ったかという点に焦点を当てるようなストーリーにした。製作サイドは3人の黒人女性を演じる女優として、オプラ・ウィンフリー、オクタヴィア・スペンサー、タラジ・P・ヘンソン、ヴィオラ・デイヴィスらに目を付けていた。
2016年2月10日、FOXはキャサリン・ジョンソン役にヘンソンを起用すると発表した。17日、ドロシー・ヴォーン役にスペンサーが選ばれたとの報道があった。3月1日、ケビン・コスナーの出演が決まった。3月下旬にはジャネール・モネイ、キルスティン・ダンスト、グレン・パウエル、マハーシャラ・アリらの出演が決まっていった。4月1日には、ジム・パーソンズが本作に出演するとの報道があった。
本作の主要撮影は2016年3月初頭にジョージア州アトランタにあるモアハウス大学で始まった。撮影はドビンス空軍基地内にあるロッキード・マーティン・エアロニュークスの施設でも行われた。

## 興行収入
2016年12月25日、全米25館で本作の限定公開が始まり、51万ドル余りを稼ぎ出した。翌年1月6日から始まった拡大公開の初週末には2280万ドルを稼ぎ出し、全米興行収入ランキング1位となった。

## 史実・原作との相違点
- 本作は1961年のNASAを舞台にした作品であり、当時のNASAに白人用の設備と黒人用の設備が存在したかのように描かれている。しかし、1958年にアメリカ航空諮問委員会(NACA)がアメリカ航空宇宙局に改組された際、そうした差別的な設備は取り払われた。また、劇中のドロシー・ヴォーンは昇進願いを却下されているが、実際のヴォーンは1949年の段階でスーパーヴァイザーに昇進している[19]。
- 劇中でメアリー・ジャクソンは工学の学位を得ようと奮闘する女性として描かれているが、実際のジャクソンは1958年の段階で工学の学位を修得し、エンジニアの職を得ている[20]。また、劇中でキャサリン・ジョンソンは1961年にNASAに配属されたことになっているが、実際のジャクソンは1953年の段階でNASAの前身であるNACAに配属されている[21]。
- 劇中では、アル・ハリソンがSTGの責任者であったとされているが、実際のSTGの責任者はロバート・R・ギルラス（英語版）であった。これは複雑な人間関係を分かりやすくするための処置であった。ヴィヴィアン・ミッチェルとポール・スタフォードは実在の人物ではなく、当時のスタッフの行動及び価値観を分かりやすい形で反映したキャラクターとなっている。なお、カール・ジーリンスキーはメアリー・ジャクソンのメンターであったカジミェシュ・クザルネッキ（英語版）をモデルにした人物である[22]。
- ジョン・ハーシェル・グレンがジョンソンにIBM 7090の計算が正しいかどうか確かめて欲しいと依頼するシーンがあるが、現実のジョンソンはそのシーンの数日前から検算に取り組んでいた[23]。

## 評価
本作は批評家からも観客からも極めて高い評価を受けている。映画批評集積サイトのRotten Tomatoesには171件のレビューがあり、批評家支持率は92%、平均点は10点満点で7.6点となっている。サイト側による批評家の見解の要約は「観客が喜ぶであろう心温まる雰囲気の中で、『ドリーム』はアメリカ史から見落とされてきた人々による重大な貢献を周知している」となっている。また、Metacriticには43件のレビューがあり、加重平均値は74/100となっている。なお、本作のCinemaScoreはA+となっている。
IGNのサイモン・トンプソンは本作に10点満点中9点を与え、「『ドリーム』は魅力を引き出す演出によって、忘却の彼方に追いやられた―そこまでは行かなくとも、多くの人々に知られていない―黒人女性たちを見事に描ききっている。俳優陣による上質の演技と優れた物語によって、本作は観客の時間と金、注目を得るに値する娯楽映画になっている」と評している。『ボストン・グローブ』のタイ・バールは「『ドリーム』は実在した3人の女性たちと彼女たちを演じる3人の女優のおかげで見事な作品になっている。何より良いのは、この映画を見ることで、キャサリン・ジョンソン、ドロシー・ヴォーン、メアリー・ジャクソンの業績を知ることが出来るということだ。この映画が後世に残ることで、私たちの子孫もこの3人の功績を知ることが出来るのだ。」と述べている。
キャサリン・ジョンソンは「よく出来た映画でした。主演3人は私たちを見事に演じきっていると思います」と述べている。
2020年6月、NASA本部は庁舎を本作にちなんで「メアリー・W・ジャクソン」へと改称する方針だと発表した。

## 受賞歴
- 第23回全米映画俳優組合賞キャスト賞 [31]。
- 第60回ブルーリボン賞外国作品賞[32]

## 日本語タイトルに関して
当初、本作の邦題は『ドリーム 私たちのアポロ計画』と発表された。しかし、「マーキュリー計画を扱った作品なのに、なぜアポロ計画なのか」という主旨の批判がSNS上で相次いだ。こうした批判に対し、日本での配給を担当する20世紀フォックスは、「日本の観客に広く知ってもらうための邦題として、宇宙開発のイメージを連想しやすい『アポロ計画』という言葉を選んだ」「ドキュメンタリー映画ではないので、日本人に伝わりやすいタイトルや言葉を思案した結果」とコメントした。また、この件に関して尋ねられたメルフィ監督はTwitterで「私も何故こうなったのか分かりません。問い合わせてみますが、（日本語題を）変更するにはもう遅すぎると思います。」とコメントした。
2017年6月9日、こうした批判を重く見た20世紀フォックスは日本語題を『ドリーム』に変更すると発表した。